# 宋學顯
宋學顯（1594年—1656年），字令申，號微吉、又号爾庵，南直隸蘇州府吳縣人，明朝政治人物。

## 生平
宋學顯是天啟元年（1621年）辛酉科應天鄉試第十名舉人，崇禎元年（1628年）戊辰科進士。授湖廣武陵縣知縣，升兵科給事中，崇禎八年（1635年）參與彈劾內閣首輔溫體仁，崇禎十年（1637年）三月出為湖廣按察司副使，升通政使司右參議。
崇禎十七年（1644年），李自成破京師，宋學顯降，傳為驗馬寺卿。宋學顯及少詹事項煜、大理寺右寺正錢位坤、禮部員外郎湯有慶等降闖之事傳至蘇州，諸生袁良弼等焚而檄討，宋學顯家宅被焚毀。入清不仕。順治十三年（1656年）卒。

## 家族
宋學顯出身蘇州長洲宋氏家族。曾祖宋純仁（字孝甫，號濂川，1518-1588）為嘉靖二十八年（1549年）己酉科舉人。祖父宋道明（字見吾，1544-1589）為南京國子監生。祖母為陸完孫女。父親宋如琮（字懋和，號章華，1573-1653）為宋道明次子，吳縣庠生，長洲宋氏北宅支始祖。母親為韓雍孫女。宋如琮有五子，宋學顯為其次子。明末忠烈宋學朱為長洲宋氏南宅支從兄弟。
夫人為范允臨孫女；側室陳氏、周氏。有四子（宋敬受、宋謙受、宋揆受、宋頤受）及二女。

## 文學藝術

宋令申致兒家書卷

宋學顯於明朝崇禎年間致信給兒子的平安家書，現收藏於故宮博物院。
明末嶺南才子黎遂球有《中秋十七夜宋令申給諫招同陳蕊亭吏部待月虎丘石上作》一首紀念與宋學顯交往。宋學顯還與馬嘉植等支持復社領袖張采重刻出版朱熹纂輯《宋名臣言行錄》。